# Goule de Foussoubie
La goule de Foussoubie est l'entrée principale d'un réseau karstique situé sur les communes de Vagnas, Labastide-de-Virac et Salavas, en Ardèche. Le réseau développe plus de 23 km de galeries pour une dénivellation de 138 m.

## Localisation et fonctionnement
L'entrée de la goule, située à 1,5 km au nord-ouest de Labastide-de-Virac, absorbe les eaux de ruissellement d'une zone de dépression d'environ 5 km2 située sur les communes de Vagnas, Labastide-de-Virac et Salavas et les rejette dans l'Ardèche par un évent situé 800 m en amont du Pont d'Arc, à 3,4 km à vol d'oiseau de l'entrée.

## Karst local
Ce karst est de type méditerranéen, creusé dans les calcaires ou les dolomies, de formation ancienne et caractérisé par des phénomènes de dissolution plutôt lents. La faune associée est remarquable et dans certains cas unique : on y trouve un crustacé dépigmenté connu ici dans seulement deux grottes dont celle de la Dragonnière de Labastide ; un amphipode endémique connu seulement à la grotte du Colombier ; et des espèces endémiques du sud-est du Massif Central, dont un coléoptère inféodé au milieu souterrain superficiel dans les zones spécialement humides.

## Historique
Les explorations de ce réseau ont mobilisé un grand nombre de spéléologues depuis le XVIIIe siècle comme Jules de Malbos. 

Du 3 au 7 juin 1963, un accident lié à une crue d'orage a causé la disparition des spéléologues Jean Dupont et Bernard Raffy. En hommage à ces deux spéléologues, un gouffre de Samoëns (Haute-Savoie) a été baptisé gouffre Jean-Bernard par les spéléologues du groupe lyonnais Vulcain auquel ils appartenaient,.

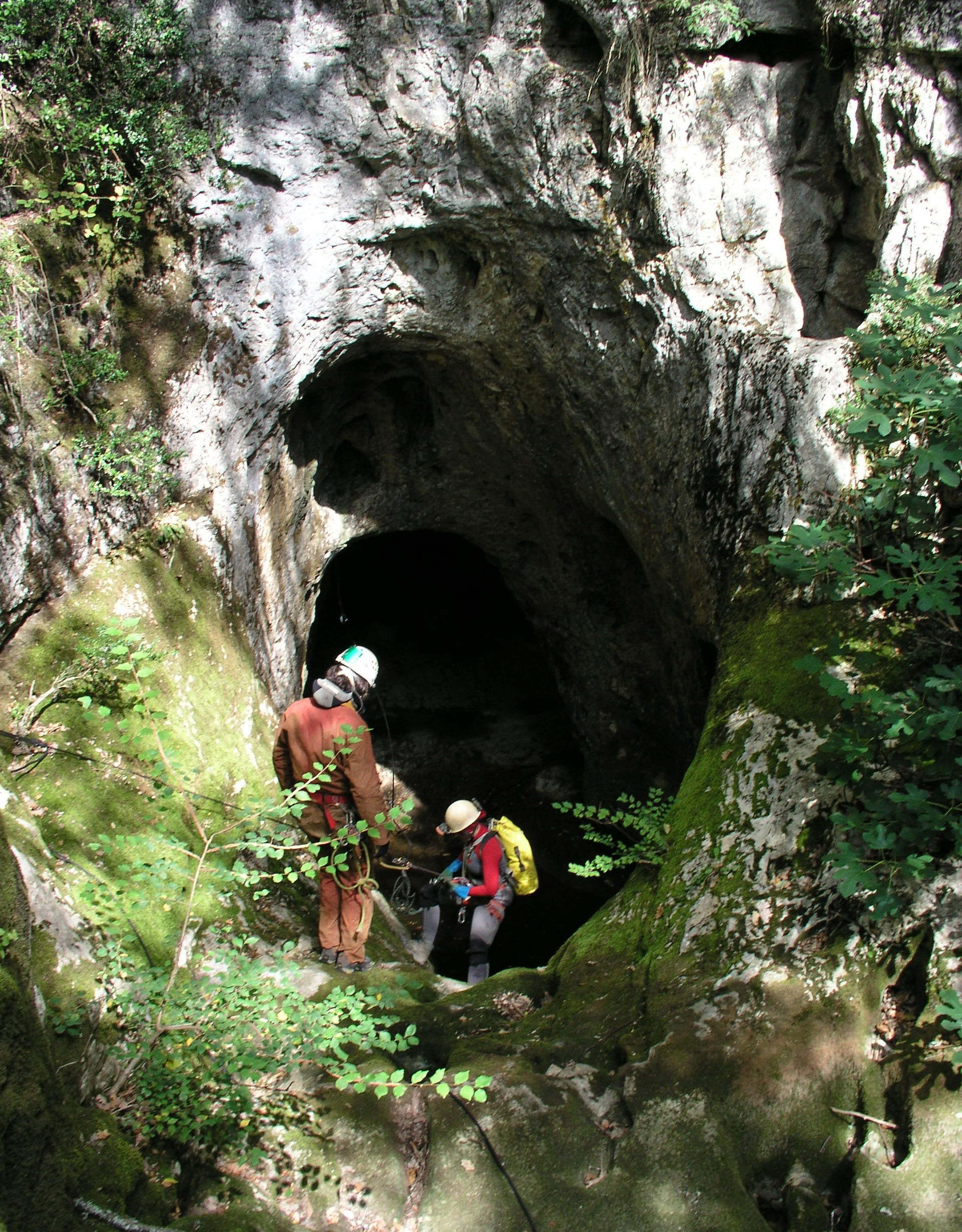
Entrée de la goule.
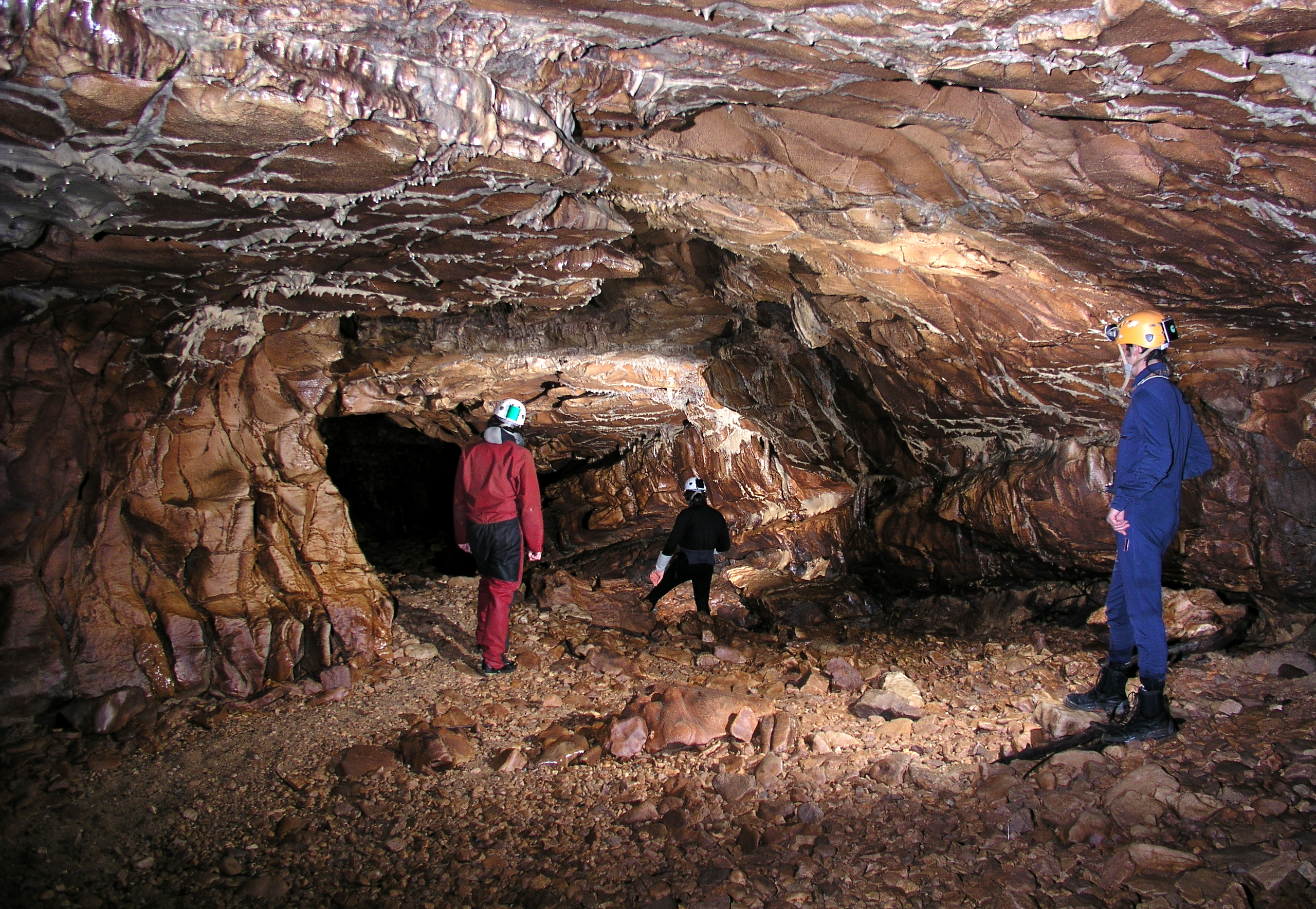
Intérieur de la goule de Foussoubie.
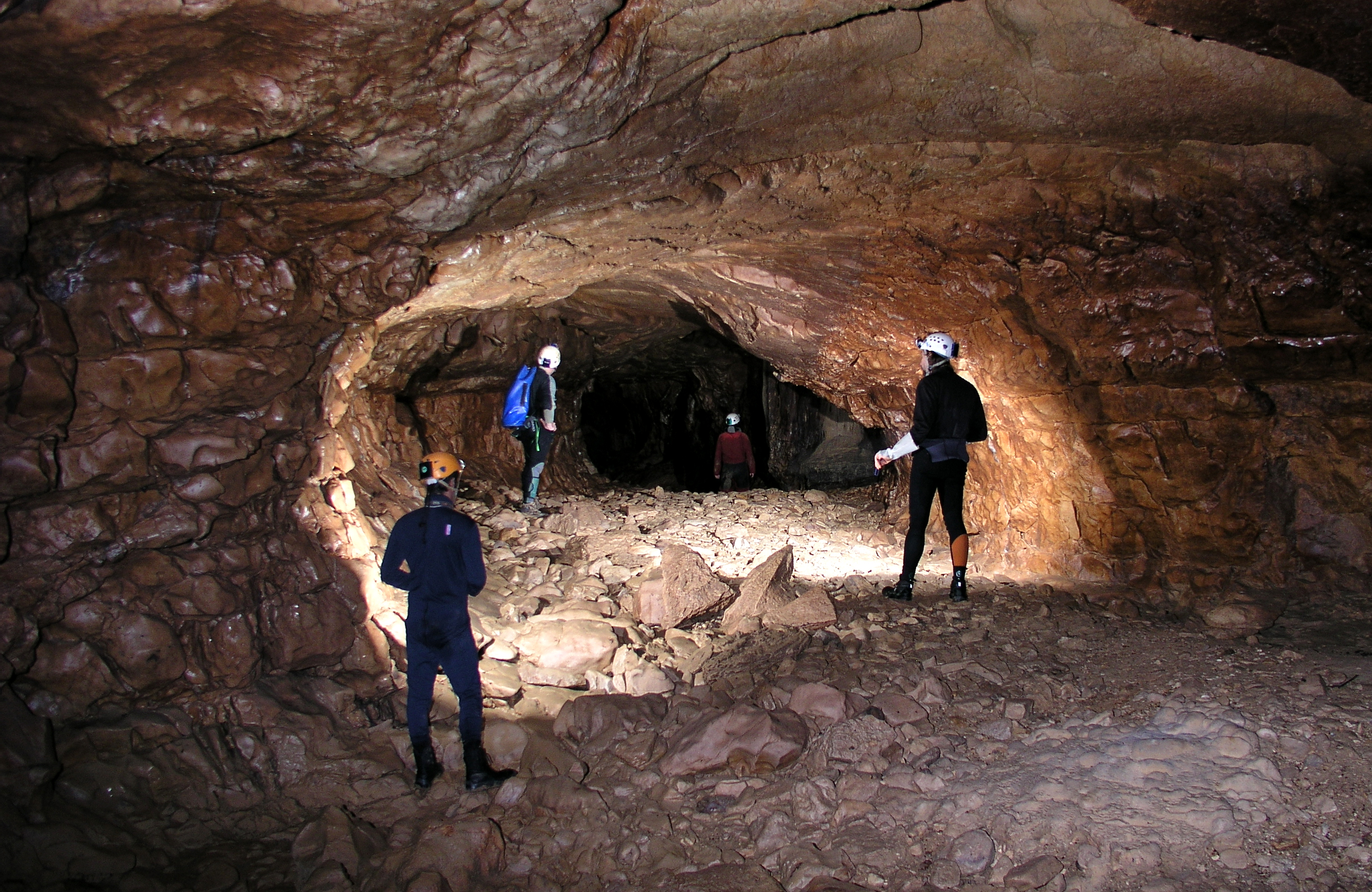
Galerie de la goule de Foussoubie.
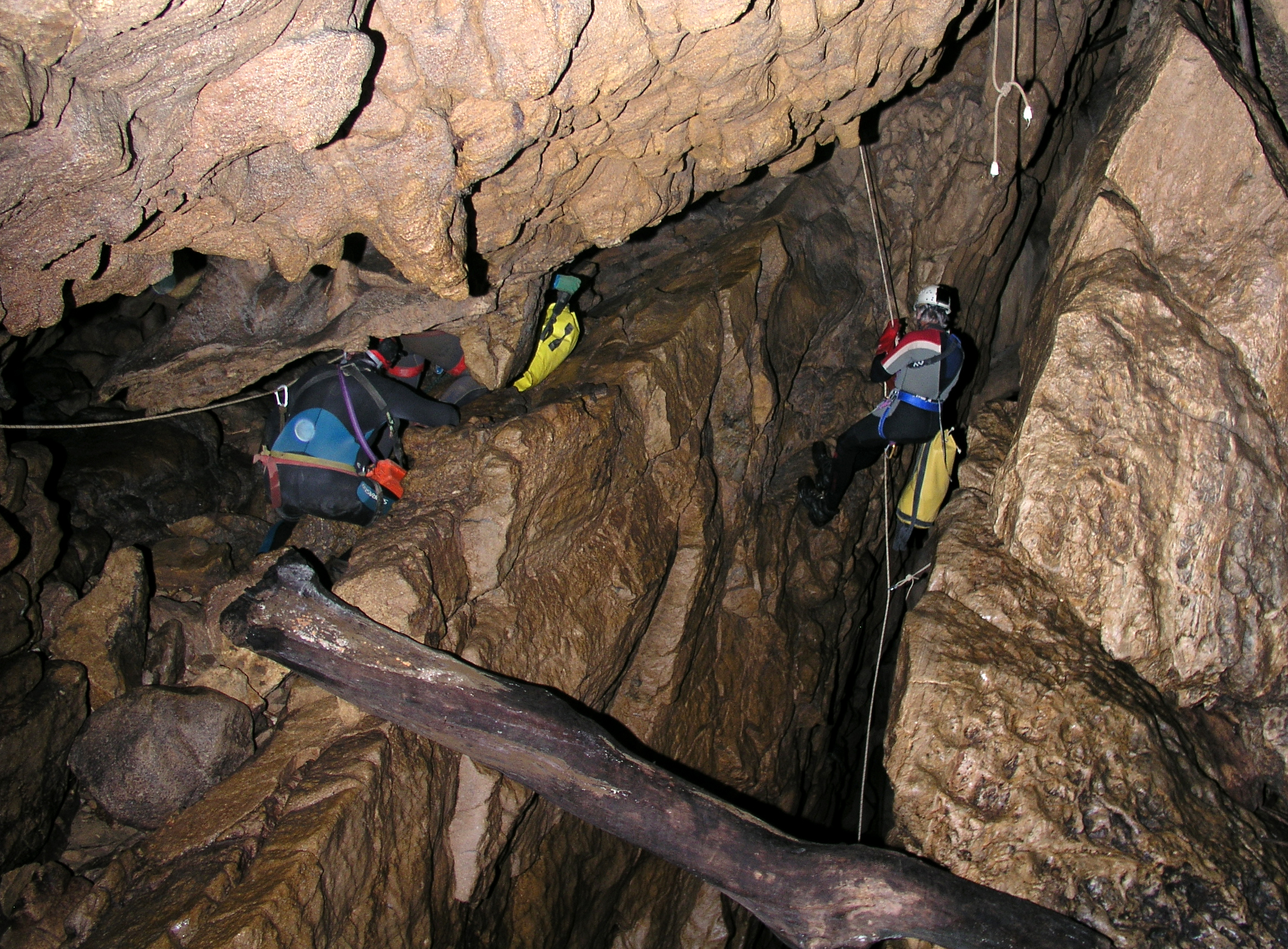
Départ du P13 de la zone d'entrée de la goule.
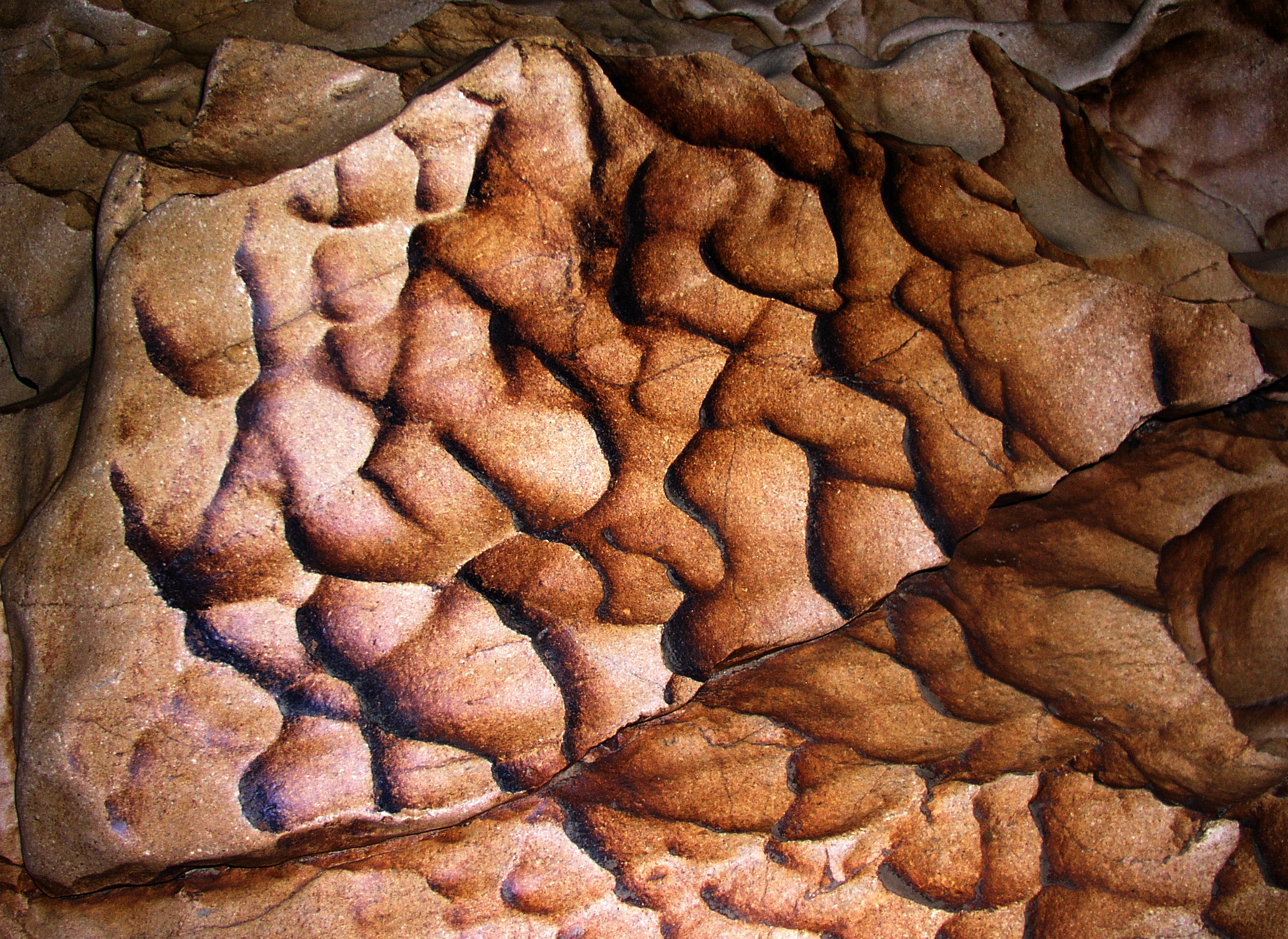
Coups de gouge[8] sur les parois de la goule de Foussoubie.
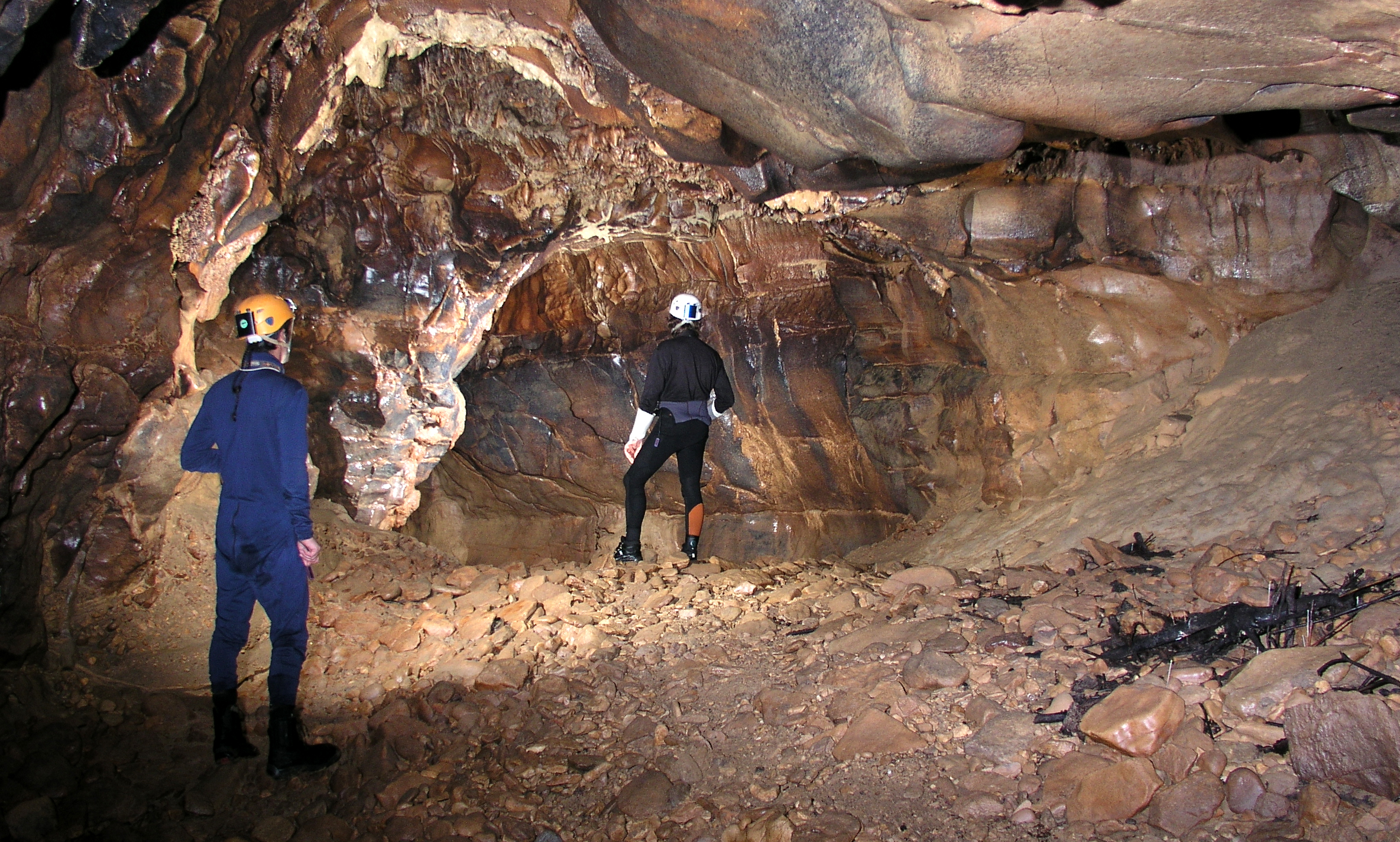
Intérieur de la goule.

## Les crues
Les crues de la goule de Foussoubie sont redoutables comme l'attestent les photos prises le 17 novembre 2006. 

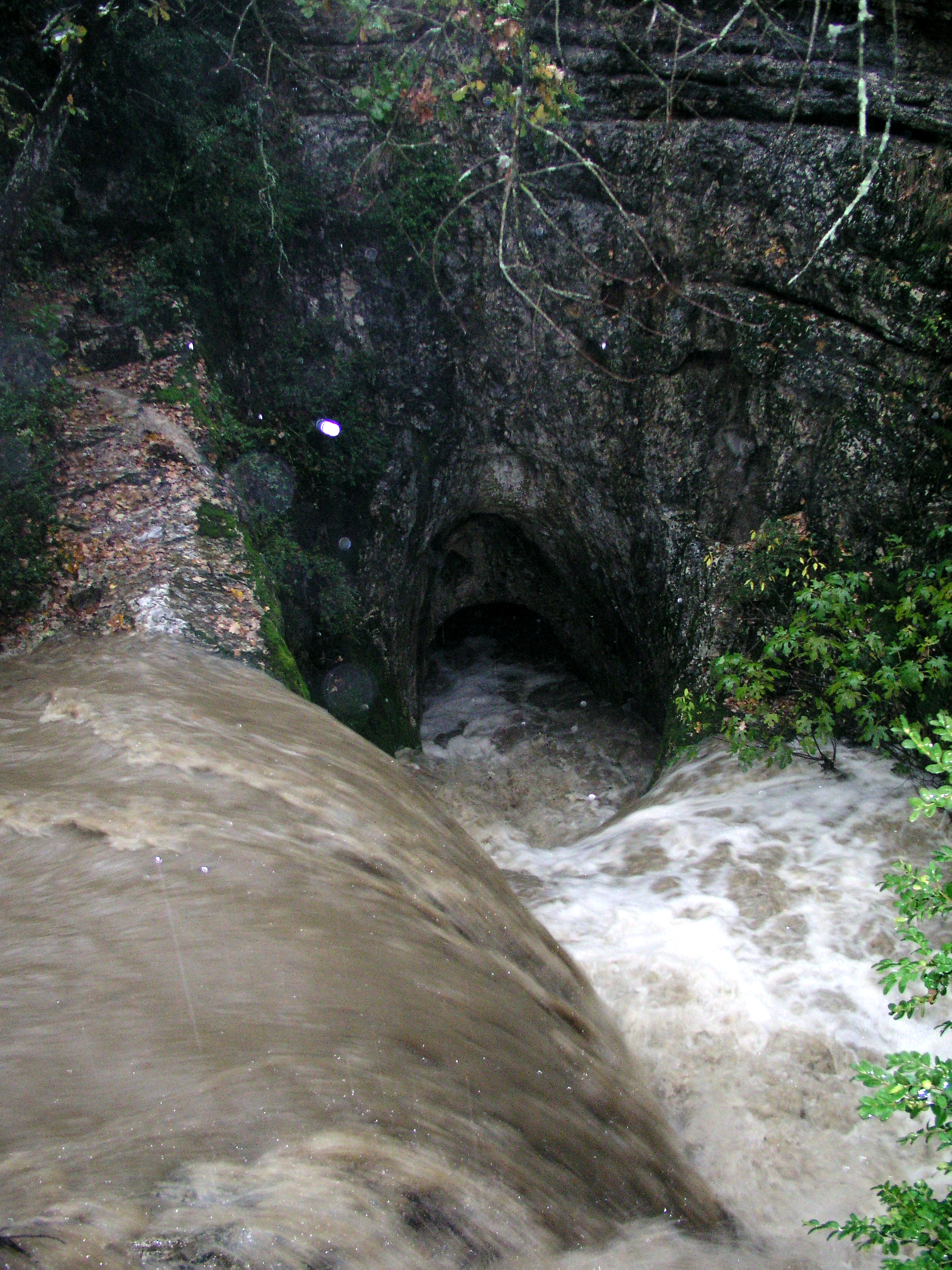
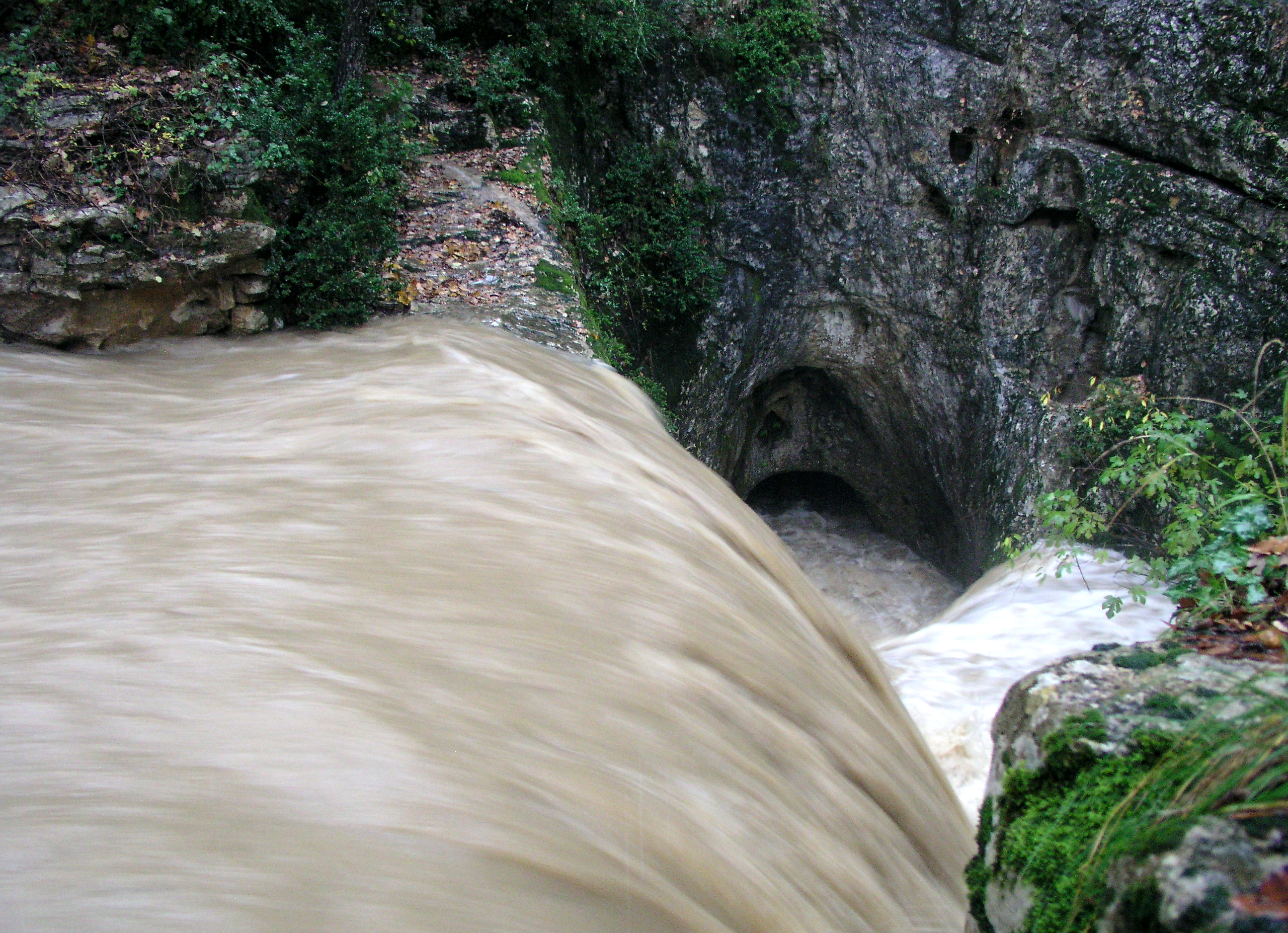
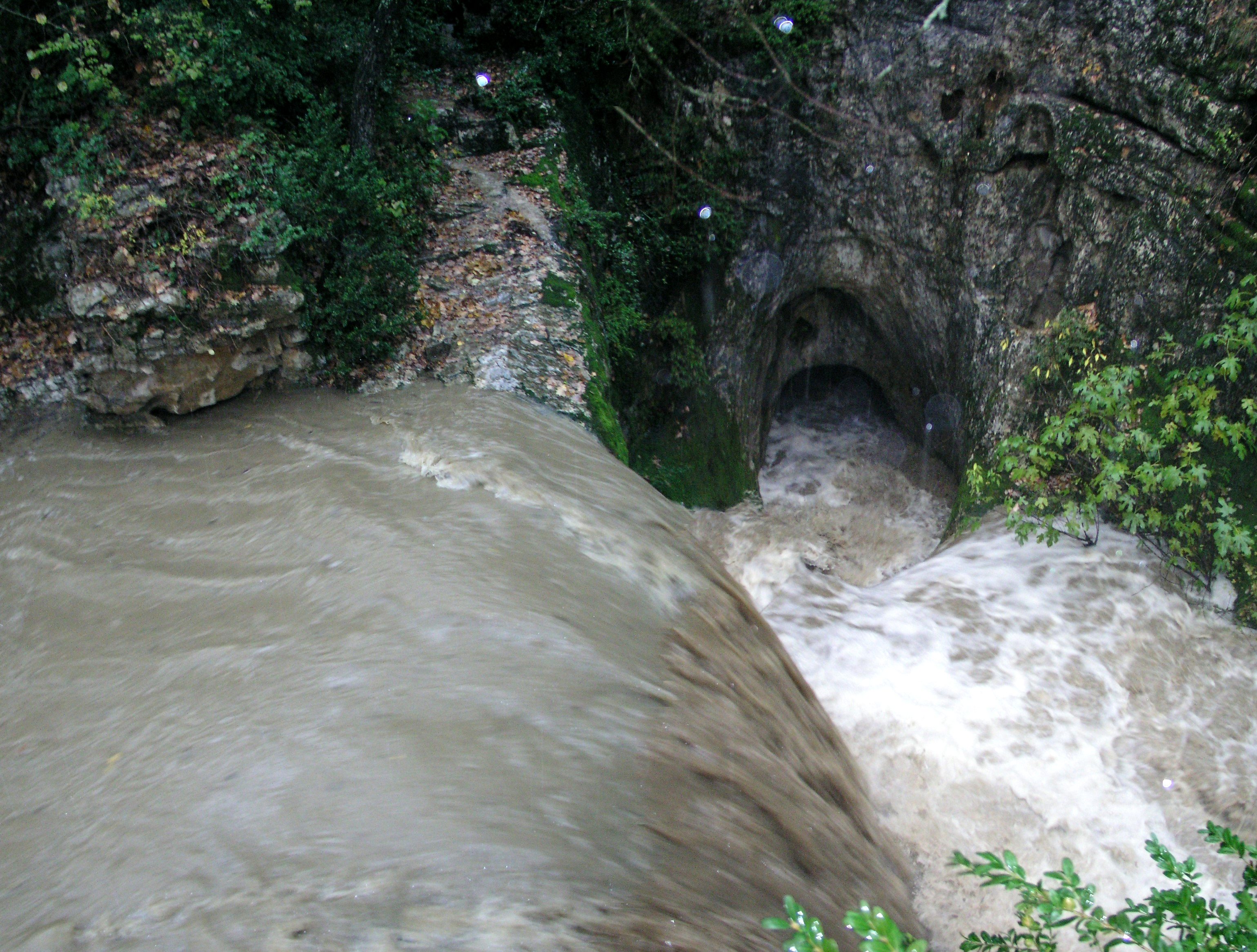
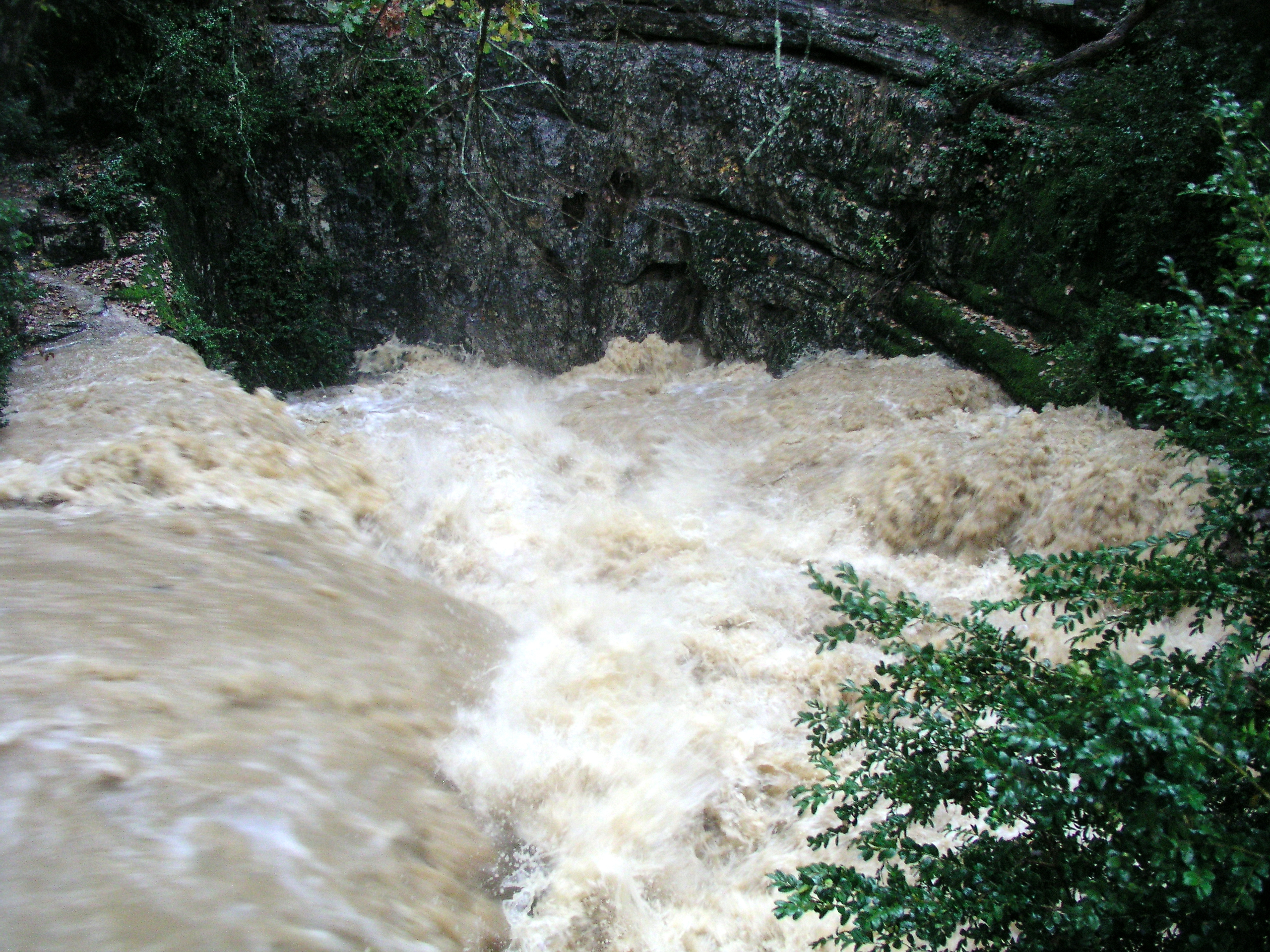